# Jessica Schultz
Jessica Schultz (* 2. Januar 1985 in Anchorage, Alaska) ist eine US-amerikanische Curlerin.
Schultz war Teil des US-amerikanischen Curling-Olympiateams bei den Olympischen Winterspielen 2006 in Turin. Sie spielte auf der Position des Third neben ihren Teamkolleginnen Skip Cassandra Johnson, Third Jamie Johnson, Lead Maureen Brunt und Alternate Courtney George. Das Team belegte gemeinsam mit dem dänischen Team den 8. Platz.